# Whitchurch (Cardiff)
Pour les articles homonymes, voir Whitchurch.
Whitchurch (en anglais) ou Yr Eglwys Newydd (en gallois) est un quartier de la ville de Cardiff, au pays de Galles, disposant du statut de communauté.

## Géographie
Whitchurch se situe au nord-ouest du centre-ville de Cardiff. La communauté comprend le quartier de Whitchurch et celui de Coryton (en), situé juste au nord.
Le quartier est desservi par deux lignes de chemin de fer. La Merthyr line (en), qui relie le centre-ville de Cardiff à Aberdare et Merthyr Tydfil, passe au sud de Whitchurch et sert de limite entre cette communauté et celle de Llandaff North. La Coryton Line (en) passe quant à elle dans le nord du quartier, avec une gare à Whitchurch même (en) juste avant le terminus à Coryton (en).

## Démographie
Au recensement de 2011, la communauté de Whitchurch comptait 14 267 habitants.